# Jantarna kiselina
Jantarna kiselina je organska kiselina. Formule je HOOC · (CH2)2 · COOH odnosno HOOC(CH2)2COOH. Dvobazična je kiselina. Pojavljuje se u obliku bezbojnih kristala oblika pločica ili prizma. Topljivi su u vrućoj vodi, alkoholu i acetonu. Talište joj je na 188 °C. Gorkasta je okusa. Nije higroskopna.
Sudjeluje u metabolizmu svih živih stanica. Međuproizvod je je ciklusa limunske kiseline. U prirodi ju nalazimo u jantaru i nekim biljkama (alge, lišajevi, grožđe, repa i dr.). U biljaka nastaje nepotpunom oksidacijom glukoze. Djelimice se javlja i kod alkoholnoga vrenja kao sporedni proizvod. Također se javlja i pri razgradnji glutaminske kiseline.
Prvi čovjek koji ju je izolirao je Georgius Agricola 1546. godine. Dobio ju je suhom destilacijom jantara.
Dobivamo ju iz maleinske (katalitičkim hidrogeniranjem ) i fumarne kiseline.
Soli i estere  jantarne kiseline nazivamo sukcinatima.
U vinarstvu se ponekad ubraja u nehlapljive kiseline. Poželjna u vinu, do određene granice. Prelazak dopustivog praga hlapljivih kiselina javlja se ako se vino dobilo od nezrelog grožđa, vino se onda mora ponekad otkiseliti.
Koristi ju se u prehrambenoj industriji kao prirodno sredstvo za reguliranje kiselosti. Često upotrebljava u praškastim proizvodima koji imaju dugi rok trajanja. E-broja je E363. Smatra ju se bezopasnom. Osim te namjene, jantarnu kiselinu primjenjuje se u proizvodnji bojila, sintetskih smola i farmaceutskih pripravaka.